# Lemur mongoz
Lemur mongoz (Eulemur mongoz) je malý zástupce čeledi lemurovitých denních (Lemuridae), domovem na Madagaskaru a Komorských ostrovech. Tito stromoví primáti mají špičatý obličej s černými „brýlemi“, dlouhý huňatý ocas, popelavě šedou srst, světlé břicho a rezavě zbarvený (samci) nebo bílý (samice) límec. Žijí v rodinných skupinách tvořených jedním trvalým párem a několika mláďaty. Živí se zejména ovocem, ale také listím, květy a nektarem, přičemž nektar z květů vlnovce pětimužného (Ceiba pentandra) tvoří velkou část jejich potravy v období sucha. Jejich stavy ostře poklesly v důsledku ničení biotopů a lovu. Mezinárodní svaz ochrany přírody vede tohoto lemura na seznamu kriticky ohrožených druhů.

## Popis
Lemur mongoz je dlouhý 30–45 cm a váží 1,1 až 1,6 kg. Ocas je dlouhý 40–60 cm. Obě pohlaví se rodí s bílým límcem; pohlavní dvojtvárnost je zřejmá od stáří zhruba šesti týdnů, kdy se samečkovi límec zbarví do rezava. Samci mají také světlejší tváře než samice. Samci se také mohou odlišit neboť si někdy otíráním vytvoří lysinu na temeni. Obě pohlaví mají tmavě šedohnědou srst, která téměř zcela skrývá ušní boltce; spodina těla a tváře jsou bělavé nebo narezlé.

## Rozšíření
Lemur mongoz žije v suchých opadavých lesích na severozápadě Madagaskaru a ve vlhkých lesích na komorských ostrovech Anjouan a Moheli. Je tedy jedním z pouhých dvou lemurů, kteří byli zjištěni mimo Madagaskar, i když komorská populace je považována za uměle vysazenou.

## Chování
Lemur mongoz se živí zejména ovocem, ale také listím, květy a nektarem. Proto působí jako opylovač a šiřitel semen, na některých místech však v období sucha může až 80% jeho potravy tvořit květní nektar stromu vlnovce pětimužného (pěstovaného pro kapok). Bylo pozorováno také pojídání larev a brouků. U primátů je neobvyklé, že je mongoz střídavě podle převážně denním nebo nočním tvorem podle ročního období: v období dešťů aktivnější během dne, zatímco v teplejším období sucha přesouvá aktivitu do noci.
Mongozové jsou stromová zvířata; dokáží skákat několik metrů ze stromu na strom. Žijí v rodinných skupinách tvořených jedním trvalým párem a jedním až třemi mláďaty. Nejsou příliš teritoriální a jednotlivá domácí území se často i překrývají, ale pokud se setkají s jinou rodinnou skupinou, bývají často agresivní. Mláďata se rodí před začátkem období dešťů od srpna do října. Březost trvá zhruba čtyři měsíce a mláďata jsou odstavena zhruba v pěti měsících. Potomstvo obvykle zůstává s rodiči do věku tří let, kdy dosáhne plné dospělosti. V České republice je chován pouze v ZOO Ostrava.

## Situace druhu
V zajetí se mongozové mohou dožít 26 let; v přírodě žijí 18–20 let. V přírodě je ohrožuje ničení a fragmentace lesního prostředí, jakož i lov. Jejich stavy poklesly během 25 let přibližně o 80% a IUCN považuje druh za kriticky ohrožený.
V České republice je lemur mongoz chován pouze v ostravské zoo.